# سان مییان د لارا
سان مییان د لارا (به اسپانیایی: San Millán de Lara) یک شهرستان در اسپانیا است که در کاستیا و لئون واقع شده‌است.

## خصوصیات
سان مییان د لارا ۳۳٫۶۲ کیلومترمربع مساحت و ۷۳ نفر جمعیت دارد و ۱٬۰۶۸ متر بالاتر از سطح دریا واقع شده‌است.